# Octavi Viader i Margarit
Octavi Viader i Margarit (Sant Feliu de Guíxols, 2 d'abril de 1864 – 1938) va ser un impressor, tipògraf i editor guixolenc que s'especialitzà en llibres de luxe. Va esdevenir famós per la seva edició en suro del Quixot de Miguel de Cervantes el 1905, edició única al món que no ha estat mai superada per les posteriors edicions que s'han fet del llibre de Cervantes.

## Biografia
Octavi Viader va néixer en el si d'una família humil. Era fill de Pere Viader i Salvatella, carter rural de Sant Feliu de Guíxols, i de Clara Margarit i Dausà.
De ben jove aprengué l'ofici d'enquadernador i conegué les tècniques de composició i impressió en els tallers més importants de la ciutat de Barcelona, ciutat que en aquells moments estava en plena efervescència i on constantment s'obrien noves editorials. Copsà de primera mà les inquietuds artístiques del modernisme aplicat a les arts gràfiques. Abans de complir els vint anys tornà a Sant Feliu de Guíxols on el 1885 obrí un petit taller d'enquadernació i impressió al carrer Major. L'any 1892 es va instal·lar en el número 37 de La Rambla, antiga Rambla d'Antoni Vidal, on avui encara es conserva el rètol modernista de la façana de Can Viader, on emplaçà primer la llibreria i el 1902 la botiga taller on realitzaria el seu treball artesanal. S'especialitzà en les edicions de llibres de luxe i edicions facsímil d’obres antigues, com el Psalteri de Roís de Corella, edicions de bibliòfil de Tirant lo Blanc, de Don Quijote de la Mancha, etc, algunes amb la col·laboració d’Eudald Canibell, que el van fer famós i ric.
Es casà dues vegades. Del primer matrimoni amb Josefina Llor i Isern nasqueren un fill i una filla, en Germà i Assumpció Viader i Llor. Va comprar una impremta a la ciutat de Barcelona, situada al carrer Casp, número 37, perquè la regentés el seu fill Germà (Sant Feliu de Guíxols 1896), dibuixant i xilògraf, que col·laborà amb ell abans de residir a Montevideo i París. Es casà en segones núpcies amb Adelina Canals i Sibils, de Sant Feliu de Guíxols, amb qui tingué un fill, Josep Maria Viader i Canals, nascut el 1907 i format a Leipzig i Frankfurt, que seguí l'ofici d'impressor del seu pare; i una filla, Josefina. Octavi Viader va morir el 1938 en plena guerra civil espanyola.

## Edicions
Octavi Viader havia imprès calendaris de propaganda i targetes de visita per encàrrec de fabricants guixolencs. Edità també les publicacions del Centre Català Guixolenc (molt actiu a finals del segle XIX) des dels programes de les vetllades al periòdic Llevor i de tot el que publicaven els socis. S'inicià també en el món de l'edició de targetes postals i fotografies.
Viader era un home molt treballador, curiós i inquiet que buscava nous reptes en l'àmbit de l'edició. Va trobar en el suro, matèria primera de la indústria surera de Sant Feliu que en aquells moments estava en ple desenvolupament, un material innovador per fer impressions de luxe com el Quixot i altres edicions per a bibliòfils. La impremta de Viader era molt activa i edità també nombroses obres d'autors guixolencs i de la premsa local.

### Edicions del Quixot
- 1905. Octavi Viader realitzà la primera edició en fulls de suro del Quixot[3] de Miguel de Cervantes que el faria famós. Aquesta edició no ha estat mai superada per les edicions posteriors que s'han fet del llibre de Cervantes.
- 1906. 52 exemplars del pròleg del Quixot en fulls de suro natural, 30 en paper de fil i 3 en japonès.
- 1909. Nova edició del Quixot en dos volums, caràcters gòtics a doble columna i inicials policromades. Tiratge de 100 exemplars en suro i 400 en paper verjurat i enquadernació a tot pergamí.
- Nou tiratge de la segona edició del Quixot, en fulls de suro i 400 en verjurat[4]
- 1916-1917. Nova edició del Quixot en dos volums i caràcters gòtics de 400 exemplars en paper de fil.
- 1936. L'enginyós cavaller Don Quixot de la Manxa, traducció de Sánchez Juan i revisada per Pompeu Fabra; dos volums foli de XIV + 143 folis i VIII + 190 folis, amb inicials en colors i nombroses xilografies per Germà Viader. 520 exemplars en paper verjurat Plantin, 30 en paper de fil i 10 en Japó.

### Altres edicions per a bibliòfils
- 1907. Les dues germanes de Georg Ebers.[5]
- 1914. El Bernardo del Carpio.[6]
- 1920-1921. Llibre del valerós e strenu cabaler Tirant lo Blanch.[7]
- 1929. Joan Roiç de Corella. Psalteri, trelladat de llatí en romanç per lo reverent mestre Corella.[8]
- 1933. Libre de la benaventurada vinguda del Emperador y Rey Don Carlos en a sua ciutat de Mallorques y del recebiment que li fonch fet. Juntament ab lo que mes succehi fins al dia que partí d'ella per la conquesta d'Alger, amb un epíleg titulat La Cesàrea Majestat de Carles V. È, hoste de Mallorca, per F. Sureda i Blanes.[9]
- 1934. L'escanya-pobres, de Narcís Oller, amb un pròleg de Just Cabot.[10]

### Altres edicions
- 1928. Volum III de Alfonso V de Aragón en Italia y la crisis religiosa del siglo XV.[11]
- 1923 – 1927. Manual del librero hispano-americano. Inventario bibliogràfico de la producción científica y literaria de España y de la América latina, desde la invención de la imprenta hasta nuestros días, con el valor comercial de todos los artículos de A. Palau i Dulcet.

## Exhibicions, premis i dedicatòries
- Exhibició permanent en el museu Gutenberg de Magúncia (Alemanya) del Quixot imprès en suro.
- 1940. Exhibició del Quixot en les vitrines especials del Museu Britànic.
- Exhibició del Quixot (exemplar reial) a la biblioteca del palau d'Orient de Madrid.
- Títol de cavaller d'Isabel La Catòlica concedit pel rei Alfons XIII.
- 1906. Medalla d'Or pel Quixot en l'exposició internacional Hispano-francesa.
- 1908. Medalla d'Or pel Quixot en l'exposició de Saragossa.
- 1914. Medalla d'Or pel Quixot de la Societat d'Impressors de Leipzig.
- 1924. Medalla d'Or pel Quixot en l'exposició de Leipzig.
- 1929. Medalla d'Or pel Quixot en l'exposició de Barcelona.
- 1990. L'Ajuntament de Sant Feliu de Guíxols va dedicar un carrer de la ciutat a Octavi Viader i Margarit.
- 2003. L'Ajuntament de Sant Feliu de Guíxols atorga el nom d'Octavi Viader i Margarit a la seva Biblioteca Pública.